# Trachelas lanceolatus
Espèce
Trachelas lanceolatus est une espèce d'araignées aranéomorphes de la famille des Trachelidae.

## Distribution
Cette espèce est endémique du Tabasco au Mexique,. Elle se rencontre vers Teapa.

## Description
Le mâle décrit par Platnick et Shadab en 1974 mesure 8,64 mm et la femelle 9,65 mm.

## Publication originale
- F. O. Pickard-Cambridge, 1899 : Arachnida - Araneida and Opiliones. Biologia Centrali-Americana, Zoology. London, vol. 2, p. 41-88 (texte intégral).